# Carpinus microphylla
Carpinus microphylla — вид квіткових рослин з родини березових. Поширення: Китай (Гуансі).

## Біоморфологічна характеристика
Це кущ до 3 метрів заввишки; кора сіра. Гілочки сіро-коричневі, густо жовто-коричнево ворсинчасті. Ніжка листка 1–1.2 см, густоворсинчаста. Листкова пластинка овально-ланцетна, 0.9–1.3 × 0.7–1.2 см, обидві поверхні ворсинчасті вздовж середньої жилки, основа підзакруглена, край нерівномірно та подвійно пільчастий, верхівка загострена; бічні жилки 7–11 з кожного боку середньої жилки, підняті абаксіально (низ), вдавлені адаксіально. Жіноче суцвіття 2–3.3 × 1–1.2 см. Горішок яйцеподібний, ≈ 2.5 × 2 мм, рідко запушений, густо ворсинчастий на верхівці, ребристий. Цвітіння: травень і червень, плодіння: липень і серпень.

## Середовище
Населяє зарості; на висотах близько 2500 метрів